# Mikroregion Adamantina

Mikroregion Adamantina

Mikroregion Adamantina – mikroregion w brazylijskim stanie São Paulo należący do mezoregionu Presidente Prudente.

## Gminy
- Adamantina
- Flora Rica
- Flórida Paulista
- Inúbia Paulista
- Irapuru
- Lucélia
- Mariápolis
- Osvaldo Cruz
- Pacaembu
- Parapuã
- Pracinha
- Rinópolis
- Sagres
- Salmourão